# NGC 1857
NGC 1857 est un amas ouvert situé dans la constellation du Cocher. Il a été découvert par l'astronome germano-britannique William Herschel en 1780.
NGC 1857 est situé à environ 5 750 pc (∼18 800 al) du système solaire et les dernières estimations donnent un âge de 133 millions d'années. La taille apparente de l'amas est de 10,0 minutes d'arc, ce qui, compte tenu de la distance, donne une taille réelle maximale d'environ 55 années-lumière.
Selon la classification des amas ouverts de Robert Trumpler, cet amas renferme entre 50 et 100 étoiles (lettre m) dont la concentration est moyenne (II) et dont les magnitudes se répartissent sur un intervalle moyen (le chiffre 2). Cependant selon les dernières données du New catalog of optically visible open clusters and candidates (V3.5) du CDS, le nombre de membres pour NGC 1857 est estimé à 163.